# Dandora
Dandora è una località nei pressi di Nairobi, in Kenya, nota soprattutto come la più grande discarica del paese. Diverse organizzazioni, fra cui il Blacksmith Institute, il Programma delle Nazioni Unite per l'Ambiente e i missionari comboniani del vicino slum (baraccopoli) di Korogocho hanno da tempo segnalato l'area di Dandora come la più inquinata del pianeta. In particolare, i bambini delle baraccopoli adiacenti alla discarica presentano elevatissimi livelli di piombo e altri metalli pesanti nel sangue.
Un progetto di dislocazione della discarica era stato iniziato nel 2006, con l'appoggio del governo italiano, ma è in seguito stato abbandonato a causa di una non chiara gestione dei relativi appalti.
Nell'area di Dandora sorgono numerosi slum (Canaan, Shashamane, Korogocho e altri) che ospitano centinaia di migliaia di abitanti che vivono in condizioni di estrema povertà. Parte di questa popolazione trova parte del proprio sostentamento nella discarica stessa, dove vengono scaricate grandi quantità di rifiuti alimentari, indumenti e altri rifiuti che per gli abitanti dello slum sono generi di prima necessità. Inoltre, numerosi abitanti degli slum lavorano nel ciclo produttivo dello smistamento dei rifiuti, per esempio raccogliendo i vetri e rivendendoli frantumati. Per questo motivo, alcune organizzazioni che si battono per il trasferimento della discarica (soprattutto i comboniani) pongono al governo keniota il problema di garantire che questa fonte di risorse non venga del tutto preclusa alle popolazioni locali.

## La vicenda Eurafrica
Il progetto di bonifica della discarica di Dandora ha avuto inizio nel 2006, con la promessa di supporto da parte del governo italiano. In seguito all'avvio delle attività, il governo keniano ha stanziato un cospicuo budget (721.000 euro) per finanziare uno studio di fattibilità, affidato alla società Eurafrica, gruppo tra l'altro collegato a industrie produttrici di armi come Beretta e Oto Melara. Questa operazione ha suscitato il sospetto di alcune delle parti interessate alla bonifica, inclusi i comboniani della missione di Korogocho, che hanno fatto notare che esistevano già altri tre studi di fattibilità regolarmente depositati presso il governo del Kenya, e che i motivi della scelta di Eurafrica come società appaltatrice erano poco chiari. In seguito a questi fatti, l'allora ministro dell'ambiente italiano Pecoraro Scanio ha bloccato i finanziamenti. Alex Zanotelli, che ha delineato il quadro della situazione in una conferenza stampa, è stato denunciato da Eurafrica.

## Cultura
L'area di Dandora è caratterizzata, come molti slum africani, da una intensa attività artistica e culturale. Sono originari di quest'area, per esempio, alcuni gruppi musicali kenioti come gli U.K.O.O. F.L.A.N.I. (abbreviazione di Upendo Kote Ole wenu Ombeni Funzo La Aliyetuumba Nija Iwepo, in swahili "Amore ovunque, prega per gli insegnamenti di Colui che ci ha creati, perché esiste una via") e l'ensemble di ballo tradizionale Waza Afrika.
La delinquenza è molto diffusa, e l'area è in parte sotto il controllo dell'organizzazione criminale Mungiki, nota tra l'altro per l'usanza di decapitare gli affiliati che tentano di fuoriuscirne.